# Třída Čchungmukong I Sun-sin
Třída Čchungmukong I Sun-sin či třída KD-II je třída vrtulníkových torpédoborců jihokorejského námořnictva. Šest postavených jednotek představuje druhou z trojice tříd domácí konstrukce, postavených v rámci modernizačního programu Korean Destroyer Experimental (KDX-II). Ten byl důležitým krokem v přeměně jihokorejského námořnictva ze sil pobřežní obrany, do loďstva schopného provádět oceánské operace. Všechny torpédoborce jsou stále v aktivní službě.

## Stavba
Původně objednaná trojice torpédoborců byla později rozšířena o další tři, a to díky snížení počtu postavených jednotek předcházející menší třídy Kwanggetcho Veliký. Postavily je loděnice Daewoo Shipbuilding & Marine Engineering (DSME) v Okpo a Hyundai Heavy Industries (HHI) v Ulsanu. Mezi lety 2003–2008 byly do služby zařazovány tempem jedné lodi za rok.
Jednotky třídy Čchungmukong I Sun-sin:
| Jméno                            | Loděnice | Spuštěna           | Vstup do služby    | Status  |
| -------------------------------- | -------- | ------------------ | ------------------ | ------- |
| Čchungmukong I Sun-sin (DDH-975) | DSME     | 22. května 2002    | 30. listopadu 2003 | aktivní |
| Munmu Veliký (DDH-976)           | HHI      | 11. dubna 2003     | 30. září 2004      | aktivní |
| Te Čo-jong (DDH-977)             | DSME     | 12. listopadu 2003 | 30. června 2005    | aktivní |
| Wang Kŏn (DDH-978)               | HHI      | 4. května 2005     | 10. listopadu 2006 | aktivní |
| Kang Kam-čchan (DDH-979)         | DSME     | 16. března 2006    | 1. října 2007      | aktivní |
| Čchö Jong (DDH-981)              | HHI      | 20. října 2006     | 4. září 2008       | aktivní |

## Konstrukce

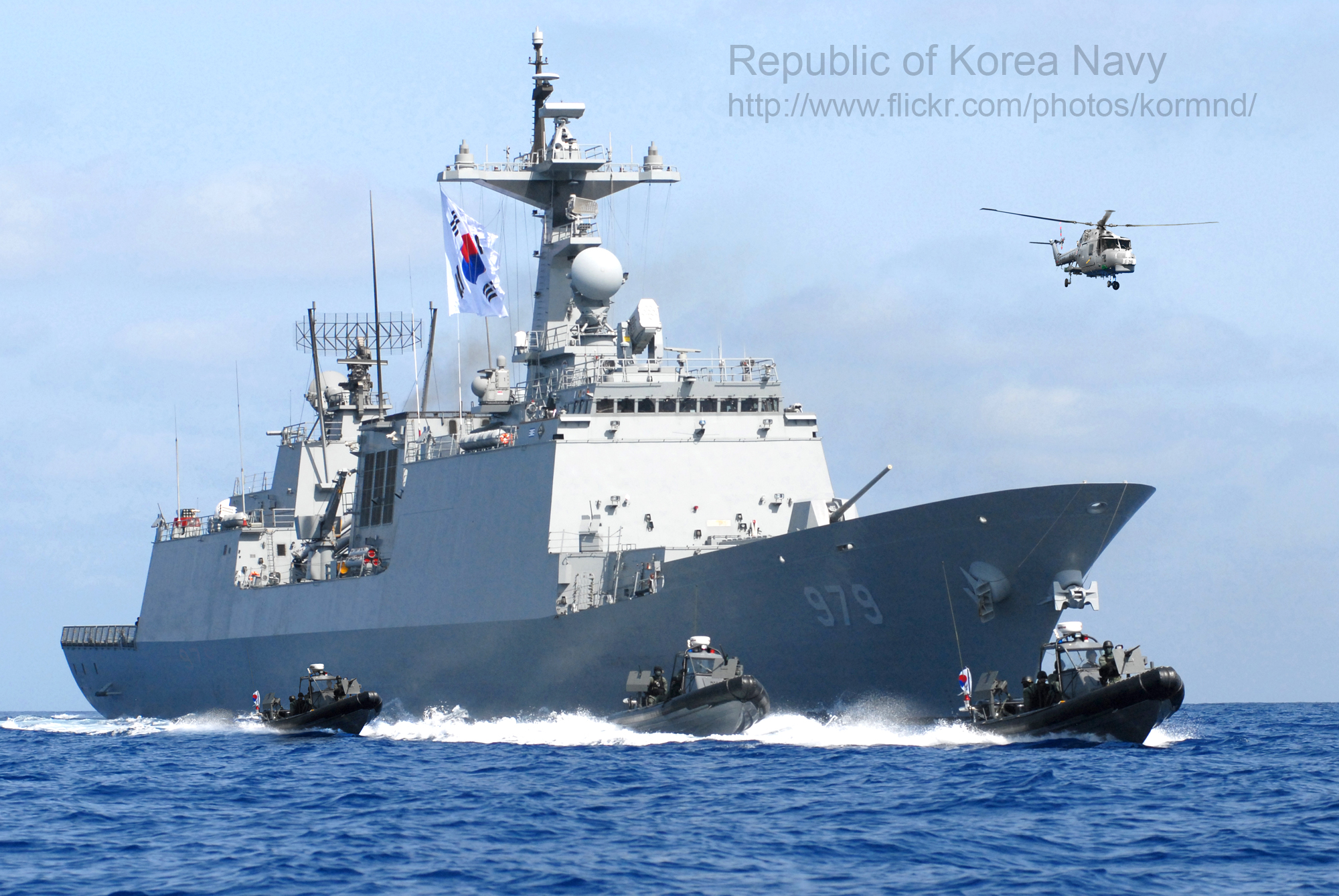
Kang Kam-čchan (DDH-979)

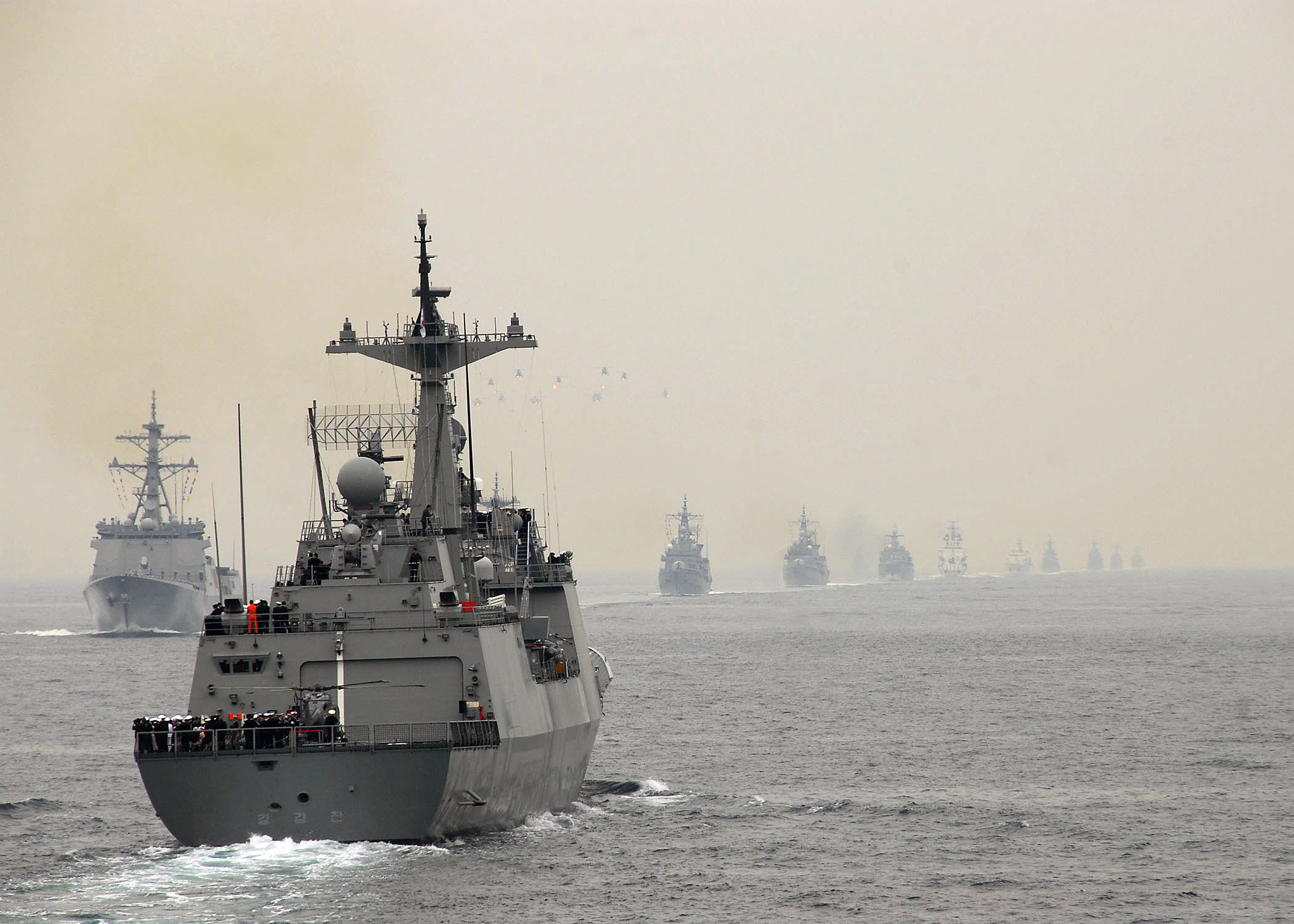
Kang Kam-čchan (DDH-979)

V konstrukci lodí jsou uplatněny technologie stealth. Výzbroj prvních tří jednotek je následující. V příďové dělové věži je jeden 127mm kanón KMK45 Mod 4 (licenční výrobek zbrojovky Mk 45 Mod 4), který může používat naváděnou munici s prodlouženým doletem a je tak vhodný pro ničení pozemních cílů. Blízkou obranu zajišťuje jeden raketový systém RAM umístěný na střeše můstku a jeden hlavňové systémy blízké obrany Goalkeeper CIWS na střeše hangáru. Mezi můstkem a dělovou věží je umístěno 32 buněk vertikálního vypouštěcího zařízení amerického typu Mk 41. V nich se nachází stejný počet protiletadlových řízených střel typu Standard SM-2 Block IIIA. Ve středu nástavby se nacházejí dva čtyřnásobné vypouštěcí kontejnery protilodních střel Boeing Harpoon a dva trojhlavňové 324mm torpédomety pro domácí lehká protiponorková torpéda K745 Chung Sang Eo. Na zádi se nachází přistávací plošina a hangár umožňující operace dvou protiponorkových vrtulníků Super Lynx.
Počínaje čtvrtou jednotkou Wang Kŏn bylo vertikální vypouštěcí silo posunuto více doleva a do vzniklého prostoru bylo instalováno osm buněk domácího vertikálního vypouštěcího zařízení K-VLS, ve kterých jsou umístěna domácí raketová torpéda Hong Sang Eo (systém může nést rovněž protizemní střely Hyunmoo III). Systémem K-VLS mají být dodatečně vybavena i starší plavidla třídy.
Pohonný systém je koncepce CODOG. Kombinuje dva plynové turbíny General Electric LM2500, každý o výkonu 28 100 hp a dva diesely MTU 20V 956 TB92, každý o výkonu 4000 hp, pohánějící dva lodní šrouby se stavitelnými lopatkami. Lodě dosahují rychlosti 30 uzlů.

### Modernizace
V roce 2024 jihokorejská agentura DAPA zahájila program modernizace torpédoborců této třídy. S tím je spojena zakázka v hodnotě 135,93 milionu dolarů, kterou v prosinci 2024 získala společnost Hanwha Systems. Bojové systémy budou modernizovány, zlepšeny budou schopnosti střel SM-2 a modernizovaný sonarový systém bude pocházet z fregat třídy Čchungnam (FFX-III). Z USA mají být dodány systémy řízení palby Mk.99.